# TKh2
TKh2 – parowóz pruskiej serii T7 (oznaczenie DRG 8978) skonstruowany w 1890 roku z przeznaczeniem do prac manewrowych oraz do ciągnięcia lekkich pociągów towarowych na krótkich trasach. W sumie zbudowano 361 maszyn tej serii. Ogółem w służbie PKP znalazło się około 27 egzemplarzy.

## Zachowany egzemplarz TKh2-12
Parowóz TKh2-12 trafił w 1918 roku na inwentarz PKP, na początku lat 30. XX w. został sprzedany do przemysłu, prawdopodobnie do KWK Kazimierz. Po zakończeniu II wojny światowej parowóz pracował w KWK Kazimierz Juliusz w Sosnowcu. W 1974 roku został skierowany do naprawy głównej, po której parowóz stacjonował w MD Wrocław Gądów i kilkakrotnie był rozpalany na potrzeby realizacji filmów, m.in. serialu Lalka czy Rodziny Połanieckich. W 1981 roku został wycofany z eksploatacji po uszkodzeniu pokrywy cylindrowej. Od 29 stycznia 1993 roku został eksponatem w skansenie w Jaworzynie Śląskiej - jest to najstarszy parowóz tam eksponowany.